# Cẩm
Cẩm hay cẩm tím, một vài vùng còn gọi là kim lông, danh pháp hai phần: Dicliptera tinctoria, là một loài trong họ Acanthaceae (trước đây được mô tả ở đây là danh pháp đồng nghĩa của Peristrophe bivalvis ( L. ) Merr. và P. roxburghiana). Cây là loài bản địa của Đông, Đông Nam và Nam châu Á từ miền nam Assam đến Sri Lanka và về phía đông đến Đông Nam Á lục địa, Java, miền nam Trung Quốc và Đài Loan.

## Mô tả
Đây là loại cây thân thảo lâu năm cao đến 0,3–1 m. Lá có hình mác đến hình trứng nhọn, dài 20–75 mm và rộng 10–35 mm. Hoa có hai thùy, trục dài đến 50 mm, có màu từ tím sáng đến tím đỏ.

## Công dụng

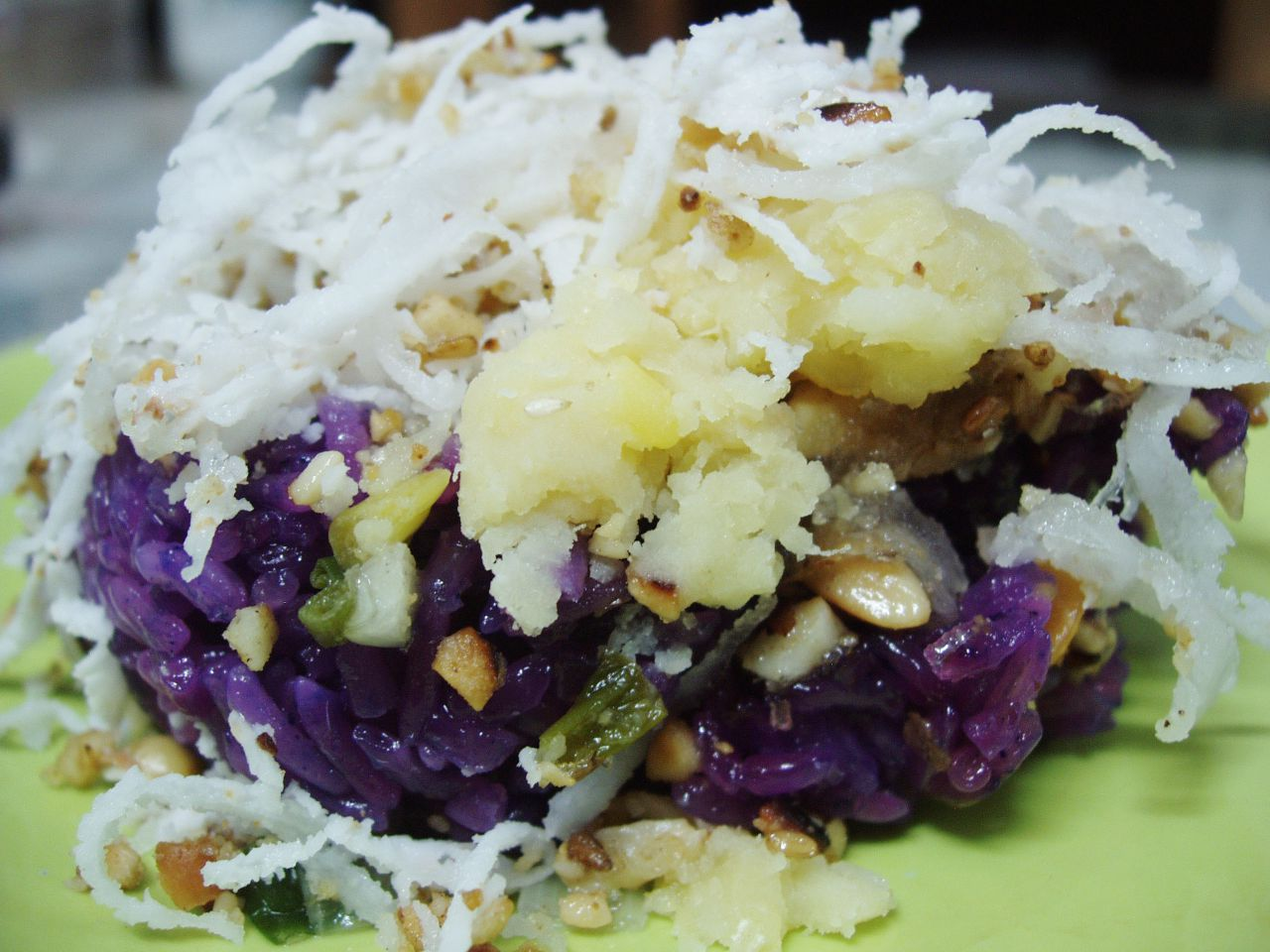
Xôi lá cẩm

Cây lá cẩm có vị ngọt nhẹ, tính mát có tác dụng thanh phế nhiệt chỉ khái (giảm ho) chỉ huyết (cầm máu). Nếu phối hợp với các vị thuốc khác trị được các chứng viêm phế quản nhiều đườm, tiêu lỏng, xuất huyết, chấn thương gân, cơ bị bầm dập. Lá cẩm còn được người dân tộc làm nước để tắm cho trẻ con khỏi rôm sảy.
Ở một số nơi, người ta còn sử dụng lá cẩm để nhuộm màu cho thực phẩm, hoặc dùng để chế biến các thức ăn vì loại lá này không gây độc. Ví dụ như ở Việt Nam có xôi lá cẩm, bánh tét lá cẩm, v.v...